# Mockingbird time
Mockingbird time is het negende studioalbum van de Amerikaanse countryrock band The Jayhawks.  Dit is het eerste studioalbum van de band sinds 2003. Voor het eerst sinds 1995 speelt mede-oprichter Mark Olson weer mee op dit album. Deze plaat wordt, samen met de albums Hollywood town hall (1992) en Tomorrow the green grass (1995) beschouwd als een van hun betere albums. Op dit album blijft de band meestal dicht bij hun gevoelige countryrock met harmonieuze samenzang , maar ze spelen ook rock en folkmuziek met psychedelische invloeden. Alle nummers zijn geschreven door Gary Louris en Mark Olson. 

## Tracklist
1. Hide your colors (4:00)
2. Closer to your side (3:36)
3. Tiny arrows (5:52)
4. She walks in so many ways (2:36)
5. High water blues (5:06)
6. Mockingbird time (5:08)
7. Stand out in the rain (3:55)
8. Cinnamon love (3:54)
9. Guilder Annie (3:41)
10. Black eyed Susan (5:25)
11. Pouring rain at dawn (3:23)
12. Hey mr. Man (3:45)

## Muzikanten

### The Jayhawks
Bij de opnames van dit album bestond de band uit:
- Gary Louris – zang, akoestische en elektrische gitaar, mondharmonica
- Mark Olson - zang, akoestische en elektrische gitaar
- Marc Perlman – bas, madoline
- Tim O’Reagan – drums, akoestische gitaar, percussie, conga’s, zang
- Karen Groberg – keyboard, zang

Mark Olson heeft de band weer verlaten in 2013, de andere bandleden maken nog steeds deel uit van the Jayhawks. 

### Overige muzikanten
- Ingunn Ringvold – harmonium
- Jacqueline Ultan – cello
- Jonathan Magness, Michael Sutton, Milana Reiche, Mike Russell - viool
- Tom Scott – strijk arrangementen

## Productie
De onderstaande technici hebben meegewerkt aan dit album. 
- Producer – Gary Louris, (strijkinstrumenten:  Asche en Spencer)
- Mastering – Bob Ludwig
- Mixing – Craig S. Schumacher
- Geluidstechnici – Ken Friesen, Jared Miller (strijkinstrumenten) en Andreas Barth (harmonium)
- Geluidstechnici (assistent) – Joel Cohen (strijkinstrumenten), Chris Schultz en Rob Oesterlin

Het album is opgenomen in the Terrarium in Minneapolis, Asche & Spencer Studios in Venice, California en Farmorhuset Studios in Vordinborg. Het album is gemixt in Wavelab studios in Tuscon – Arizona en gemasterd bij Gateway Mastering in Portland, Maine.
Deze plaat is zowel op vinyl (LP) als op CD  verschenen.  Er zijn latere versies van dit album verschenen (met bonus tracks) maar die staan niet vermeld in dit artikel. Op de site van Discogs is de discografie van dit album te raadplegen (zie bronnen en referenties). 

## Waardering
De Amerikaanse site AllMusic waardeerde dit album met vier sterren (maximum is vijf) en in de recensie van dit album schrijft Mark Deming: with precision and plenty of heart. Mockingbird Time is a simple but richly rewarding example of what the Jayhawks do better than anyone, and serves as a potent reminder that they're one of the finest American bands of their time.
Billboard Album200 behaalde deze plaat #38. In het Verenigd Koninkrijk behaalde dit album #92. 